# Carl Weiss
Carl Austin Weiss, Sr. (6 de diciembre de 1906 - 8 de septiembre de 1935), fue un médico judío estadounidense de Baton Rouge, Luisiana, que asesinó al senador de Estados Unidos, Huey Long, en el Capitolio Estatal de Luisiana el 8 de septiembre de 1935.

## Asesinato de Huey Long
El 8 de septiembre de 1935, Weiss se encaró y presuntamente disparó contra Huey Long en el edificio del capitolio en Baton Rouge. Los guardaespaldas de Long respondieron y Weiss recibió el impacto de sesenta y dos balas.
Weiss fue enterrado en el cementerio de Roselawn en Baton Rouge. Por el número de asistentes se cree que el funeral de Weiss es el más multitudinario jamás realizado para honrar a un acusado de magnicidio en los Estados Unidos.
La cuñada de Weiss, Ida Catalina Pavy Boudreaux (nacida en 1922), de Opelousas, recuerda que su cuerpo fue exhumado el 29 de octubre de 1991 y enviado a la Smithsonian Institution en Washington D. C. para realizar un estudio de balística. Los restos nunca fueron devueltos a Roselawn.